# 伊克乌兰乡
伊克乌兰乡，是中华人民共和国青海省海北藏族自治州刚察县下辖的一个乡镇级行政单位。

## 行政区划
伊克乌兰乡下辖以下地区：
刚察贡麻牧委会、角什科贡麻牧委会、亚秀牧委会、尚木多牧委会、压贡麻牧委会和角什科秀麻牧委会。